# Мартенс Федір Федорович
Мартенс Федір Федорович (справж. Фрідріх Фромхольд фон Мартенс; 15(27) серпня 1845, м. Пярну — 7(20) червня 1909, Петербург) —естонський правознавець, історик і дипломат російської імперії, доктор міжнародного права і професор з 1873, член-кореспондент Петербурзької АН з 1908.
Автор фундаментальної праці в галузі міжнародного права «Сучасне міжнародне право цивілізованих народів» (1882), член Ради Міністерства закордонних справ Росії (з 1881 року), один з організаторів скликаних за ініціативою Миколи II Гаазьких мирних конференцій 1899 і 1907 років, віце-президент Європейського інституту міжнародного права (1885), член «Постійної палати третейського суду» в Гаазі.